# Jerzy Pański (1910–1986)
Jerzy Pański (ur. 1 września 1910, zm. 30 września 1986 w gminie Botkyrka) – polski marynarz, urzędnik, tłumacz, działacz komunistyczny. 

## Życiorys
Jerzy Pański pracował jako marynarz. W 1939 był drugim oficerem statku „Chorzów”, który w drugiej połowie września 1939 był zacumowany w porcie w Göteborgu. Pański zdecydował się wówczas zdezerterować ze statku ze względu na negatywny stosunek do rządu II RP i komunistyczne przekonania. Władze szwedzkie początkowo chciały deportować Pańskiego oraz pozostałych marynarzy, jednak ze względu na okupację Polski było to niemożliwe. Dezerterów osadzono w areszcie, a następnie przeniesiono do obozu w Långmora w prowincji Dalarna. W 1940 Pański został zwolniony z aresztu pod warunkiem podjęcia pracy na statku i stawianiu się na dozory policyjne. Po storpedowaniu statku pracował jako drwal i robotnik rolny. W 1942 po odbyciu w Uppsali kursu dokształcającego dla robotników zatrudnił się jako tokarz w fabryce mebli w Mariestad. 
Jesienią 1943 przeniósł się do Sztokholmu, gdzie nawiązał kontakty z innymi polskimi uchodźcami oraz poselstwem ZSRS. Jego celem było zgromadzenie Polaków chcących działać pod parasolem tworzącego się wówczas w Moskwie Związku Patriotów Polskich. W listopadzie 1943 powołano komórkę ZPP w Sztokholmie, która z czasem zaczęła stanowisk skuteczną przeciwwagę dla działalności poselstwa RP. Formalne założycielskie zebranie zarządu odbyło się 25 sierpnia 1944 i wtedy Pański został wybrany na prezesa ZPP. 21 grudnia 1944 Pański otrzymał telegraficznie potwierdzenie do reprezentowania z ramienia Polskiego Komitetu Wyzwolenia Narodowego interesów Polaków w Szwecji wobec rządu szwedzkiego. W czerwcu 1945 władze komunistyczne wezwały Pańskiego do Warszawy celem uczestnictwa w rozmowach handlowych ze Szwedami. 
6 lipca 1945 rząd szwedzki uznał Tymczasowy Rząd Jedności Narodowej. 21 lipca 1945 Pański powrócił do Sztokholmu, żeby przejąć kierownictwo Poselstwa jako chargé d’affaires, które sprawował do 21 września 1945, kiedy funkcję ambasadora objął Adam Ostrowski. W następnym miesiącu Pański wrócił do Polski. W Warszawie, z rekomendacji Stefana Jędrychowskiego, rozpoczął pracę w Ministerstwie Żeglugi i Handlu Zagranicznego jako I wicedyrektor Departamentu Morskiego. Po likwidacji Departamentu we wrześniu 1946 został szefem Generalnego Inspektoratu Portów i Żeglugi MŻiHZ. W latach 1947–1948 był przedstawicielem polskiej żeglugi w Wielkiej Brytanii i Stanach Zjednoczonych, a w latach 1955–1960 w państwach naddunajskich. Następnie pracował jako kapitan statków oceanicznych oraz tłumacz literatury marynistycznej z angielskiego i języków skandynawskich. Po marcu 1968 wyemigrował do Szwecji, gdzie uzyskał azyl. 
Jerzy Pański został pochowany na Południowym Cmentarzu Żydowskim w Sztokholmie.

## Publikacje książkowe
- Jerzy Pański: Związek Patriotów Polskich w Szwecji. Warszawa: Książka i Wiedza, 1964. Brak numerów stron w książce
- Jerzy Pański: Wachta z lewej burty. Gdynia: Wydawnictwo Morskie, 1965. Brak numerów stron w książce

## Ordery i odznaczenia
- Krzyż Kawalerski Orderu Odrodzenia Polski (18 stycznia 1946)[5]
- Medal 10-lecia Polski Ludowej (16 maja 1955)[6]